# Nikola Vitov Gučetić
Nikola Vitov Gučetić (1549. – 1610.) dubrovački je plemić, filozof, znanstvenik, političar i polihistor, te jedan od najumnijih i najvažnijih Dubrovčana svoga vremena. 
Vrijednost njegova rada potvrđuje činjenica da se sav njegov golemi opus danas čuva u arhivima u Vatikanu i Pesaru. Sve svoje spise napisao je na latinskom i talijanskom, jezicima učene Europe, što je bio i jedan od razloga zbog čega je dugo ostao nedostupan hrvatskoj kulturnoj i znanstvenoj javnosti. Kao tipičan predstavnik renesanse široko je obrazovan, te već za života stječe visoka znanstvena priznanja, a naslov doktora filozofije i teologije dobiva od pape Klementa VIII.

## Životopis
Rođen je u uglednoj i bogatoj obitelji iz koje su potjecali mnogi teolozi, pjesnici, slikari, filozofi, glazbenici i povjesničari, a koja je dugo godina aktivno sudjelovala u dubrovačkoj vlasti. U dubrovačkim školama stječe humanističko znanje, te u svom ljetnikovcu u Trstenom prikuplja vrijednu filozofsku i književnu biblioteku i okuplja dubrovačke renesansne pjesnike i mislioce. Bio je visoki upravni i politički dužnosnik u Dubrovačkoj Republici, sedam puta knez.
Oženio se Marom Gundulić Gučetić (Maria Gondola Gozze), koja se također bavila filozofijom, te je napisala La querelle des femmes u renesansnom Dubrovniku. Bio je član Akademije Insenthorum u Perugi i premda nikada nije napuštao Dubrovačku Republiku, filozofski dijalozi s njegovim dubrovačkim prijateljima, čitali su se i na ondašnjim talijanskim sveučilištima.

## Znanstveni rad
Gučetić pokazuje interes za različite ogranke znanosti od kojih su mnoge, barem kao samostalne discipline, tada tek u začetku. Bavio se filozofijom, teologijom, pedagogijom, ekonomijom, sociologijom, estetikom, etikom, kozmologijom i politologijom.
Što se filozofije i teologije tiče, nastoji objediniti posebno platonističku i aristotelovsku struju mišljenja sa stajališta kršćanskog teologa i kritičara heretika i protestanata. Nastoji kristijanizirati Aristotela, te prevladati teološke razlike. Tumači Aristotelovu Retoriku, te raspravlja o govorništvu i srodnim disciplinama izvodeći tezu o zajedništvu retorike i dijalektike; obrazloženjem govorničkog umijeća, stvaralačke uporabe jezika i sl. označava pomak od tradicionalne aristotelovske i ciceronijanske retorike pa svojim idejama anticipira baroknu poetiku. Također, obrađuje problematiku moralne teologije, te razmatra pitanja biblijsko-teološkog sadržaja, u kojima u duhu provatikanske polemike s protestantima raspravlja temeljne teze i formulacije; napada Luthera, Calvina i Melanchtona.
U ekonomskoj misli teoretičari ga smatraju utemeljiteljem radne teorije vrijednosti, koji je znatno prije od Adama Smitha postulirao taj ekonomski princip. U djelu O upravljanju obitelji analizirao je i opisao sve obiteljske odnose koji se javljaju između muža i žene, roditelja i djece, kao i gospodara i slugu, te su ga stoga Đuro Basariček i Antun Radić opravdano proglasili prvim pedagoškim piscem u Hrvata. U politologiji on je prvi koji se bavi teorijom i praksom države, ali ne kao imaginarne utopije ili projicirane zajednice, nego konkretne empirijske činjenice, gradeći teoriju države i njezina ustroja, odnosno funkcioniranja.

## Dialogo della Bellezza i Dialogo D'Amore (1581.)
O ljepoti i O ljubavi dva su Gučetićeva dijaloga pisana u duhu Platona. Glavni protagonisti navedenih spisa su Mara Gundulić Gučetić, Gučetićeva supruga, te njena prijateljica, dubrovačka pjesnikinja, književnica i humanistica Cvijeta Zuzorić. Veličanje klasičnog ideala lijepog i ljepote (istoznačnice dobrote) dovodi se u spregu s kršćanskim idealom vjere u najviše – najljepše – moralno najsavršenije biće. Gučetić ostaje neoaristotelovac, te pokušava učitati u Aristotelovu doktrinu Plotinova i Proklova učenja. Kad je riječ o estetici, nije napravio cjelovit teorijski sustav, nego radije piše fragmentirano i razrađuje fenomenologiju ljubavi. Ljubav prema ljepoti izvorište je razgovora o ljubavi, a o ljubavi su dostojne i sposobne govoriti samo božanske duše; ljubav postaje načelo univerzuma kojim se u Jednom pomiruje mnoštvo razina bitka i sjedinjenjem s inteligibilnom idejom postiže najviše dobro i sreća.
Dijalog ujedno predstavlja i oslikava Gučetićev portret filozofski i umjetnički obrazovane istaknute žene, te je taj književno-filozofski razgovor od velikog povijesnog i kulturnog značenja.

## Dello Stato delle Republiche
Ovo Gučetićevo djelo je vjerna i dosljedna interpretacija aristotelove Politike. U njemu prikazuje aristotelovo shvaćanje države, ali primarna etička pitanja povezuje s Platonovom teorijom ideja i mislima o idealnoj državi. Cilj mu je osuvremeniti i razjasniti Aristotelovu doktrinu državnog uređenja i Aristotelovu praktičnu filozofiju. Djelo sadrži analize konkretnih oblika državnog uređenja, društvenih odnosa, vrline vladara, a na kraju daje naputke i upozorenja vladarima.
Gučetić se zalaže za pučku (narodnu) državu u kojoj su vrhovna načela pravda i ravnopravnost građana pred zakonom. Osnova države počiva na slobodi. Nosioci vlasti ne smiju biti privilegirani kako se pojedinci ne bi osilili i pretvorili u tirane. Gučetićev opis ustrojstva vlasti je preuzet iz tadašnje organizacije vlasti Dubrovačke Republike, pa ima povijesnu vrijednost.
Knjiga je tiskana u Veneciji 1591. godine kod izdavača Aldo, te je postojeći primjerak još uvijek u odličnom stanju.

## Djela
- Commentaria in sermonem Auer. De substantia orbis, et in propositiones de causis 1580.
- Dialogo d'amore detto Antos, secondo la mente di Platone 1581.
- Dialogo della Bellezza detto Antos, secondo la mente di Platone 1581.
- Sopra le Metheore d' Aristotile, prvo izdanje 1584. i drugo 1585., u Veneciji.
- Dello stato delle republiche secondo la mente di Aristotele 1591.
- Discorsi della penitenza 1589.
- Governo della famiglia 1589.

## Vanjske poveznice
Prikaz Gučetićeva glavnog djela O ustroju država

Članak u Vijencu  Arhivirana inačica izvorne stranice od 22. kolovoza 2007. (Wayback Machine)